# Chapelle Sainte-Paix
La chapelle Sainte-Paix est un lieu de culte construit au XIe siècle sur le territoire de Mondeville incorporé à Caen au XVIIIe siècle. Elle fait l'objet d’un classement au titre des monuments historiques depuis le 3 juin 1975.

## Homonymie
Cette chapelle, située rue du Marais, ne doit pas être confondue avec d'autres lieux de culte ayant été appelés église Sainte-Paix. 
Il s'agit de l'église de la paroisse de Sainte-Paix, dite aussi l'église Notre-Dame-de-la-Fontaine. Semble-t-il construite au XIe ou XIIe siècle, elle était située rue du Marais, à côté de la chapelle alors appelée Saint-Marc, au débouché de l'actuelle rue Sainte-Paix. En 1719, la paroisse Sainte-Paix est réunie à la bourgeoisie de Caen. Reconstruite peu avant la Révolution, elle fut ensuite transformée en magasin de paille pour l'armée, puis détruite. 
La chapelle, construite rue d'Auge en 1775 par la congrégation du Bon-Sauveur, est devenue l'église de la paroisse Sainte-Paix en 1802 en remplacement de l'ancienne église détruite pendant la Révolution. Elle a été détruite à son tour par des bombardements en 1943 et une nouvelle église a été construite à son emplacement. Elle est aujourd'hui utilisée par le foyer de la Pouponnière.

## Histoire
Comme pour l'abbaye aux Hommes, l'abbaye aux Dames et le château de Caen, il s'agit une fois de plus d'un chantier ducal, preuve de la formidable ardeur de construction de Guillaume le Conquérant.
Afin de perpétuer le souvenir d'un concile provincial tenu à Caen (1042–1048) au cours duquel sont imposées la Trêve de Dieu et la loi du couvre-feu, le duc Guillaume fait construire l'église Sainte-Paix en 1061 sur la rive droite de l'Orne où elle relève de la commune de Mondeville jusqu'en 1718.
Cette chapelle a porté aussi le nom d'église de Toussaints puis le nom de Saint-Marc.
Elle est une première fois dévastée par les protestants en 1562 (elle est en partie reconstruite au XVIIe siècle). Elle est abattue de nouveau lors de la Révolution française. En 1835, les restes de l'édifice sont intégrés dans une usine à gaz qui sera la cible de violents bombardements en 1944. En 1958, la chapelle, alors située sur une propriété de Gaz de France, est acquise pour une somme symbolique de 1 000 FRF (20,47 EUR2023) par la ville de Caen. Seul le chœur de l'église subsiste aujourd'hui, accessible au public uniquement lors de visites commentées.
|                                               |  |        |
| Homme assommant un quadrupède avec un maillet |  | Christ |

## Protection
La chapelle fait l’objet d’un classement au titre des monuments historiques depuis le 3 juin 1975.

## Lieu de tournage
En 2020, une équipe de l'émission Secrets d'histoire a tourné plusieurs séquences au sein de la chapelle dans le cadre d'un numéro consacré à Guillaume le Conquérant (émission diffusée le 21 septembre 2020 sur France 3).